# NGC 4624
NGC 4624 (ook: NGC 4664 of NGC 4665) is een balkspiraalstelsel in het sterrenbeeld Maagd. Het hemelobject werd op 23 februari 1784 ontdekt door de Duits-Britse astronoom William Herschel.

## Synoniemen
- UGC 7924
- MCG 1-33-5
- ZWG 43.18
- PGC 42970